# Hispasat AG1
Hispasat Advanced Generation 1 (Hispasat AG1), també designat Hispasat 36W-1, és un satèl·lit de comunicacions espanyol que forma part de la flota d'Hispasat. Va ser llançat amb èxit al GTO el 28 de gener de 2017 amb un coet Soiuz-2 des del Port Espacial Europeu de Kourou. Aquest va ser el primer llançament d'un Soiuz des de la Guiana Francesa.
El satèl·lit va ser construït per l'empresa espacial alemanya OHB System. És el primer satèl·lit basat en el nou model de satèl·lit SmallGEO, que també s'utilitzarà per a altres missions. Després d'uns 25 anys, es va tornar a llançar un satèl·lit de telecomunicacions desenvolupat i construït a Alemanya.
Hispasat 36W-1 té 20 transpondedors de banda Ku i 3 de banda Ka. La càrrega útil del satèl·lit va ser subministrada per Tesat-Spacecom.
El satèl·lit servirà a Espanya, Portugal i Amèrica.